# Theridion zhoui
Theridion zhoui là một loài nhện trong họ Theridiidae.
Loài này thuộc chi Theridion. Theridion zhoui được Chuandian Zhu miêu tả năm 1998.